# UKUSA
UKUSA (/juːkuːˈsɑː/ yoo-koo-SAH), un acord del Regne Unit amb Estats Units d'Amèrica, és un acord multilateral per a la cooperació en intel·ligència de senyals entre Austràlia, Canadà, Nova Zelanda, el Regne Unit i els Estats Units. L'aliança d'operacions d'intel·ligència també es coneix com els "Cinc Ulls". En les marques de classificació, això es redueix a FVEY, amb els països individuals que s'abrevien com AUS, CAN, NZL, GBR i USA, respectivament.
Sorgint d'un acord informal relacionat amb la Carta Atlàntica de 1941, el tractat secret es va renovar amb la implementació del 1943 BRUSA Agreement, abans de ser oficialment aprovat el 5 de març de 1946 per part del Regne Unit i els Estats Units. En els anys següents, es va estendre per incloure Canadà, Austràlia i Nova Zelanda. Altres països, coneguts com a "terceres parts", com ara Alemanya Occidental, Filipines i diversos països nòrdics, també es van unir a la comunitat UKUSA en capacitats associades, tot i que no formen part del mecanisme per a la compartició automàtica d'intel·ligència que existeix entre els Cinc Ulls.
Gran part de la compartició d'informació es realitza a través de la xarxa ultra-sensible STONEGHOST, que s'ha afirmat que conté "alguns dels secrets més ben guardats del món occidental". A més de fixar les normes per a la compartició d'intel·ligència, l'acord va formalitzar i va consolidar la "Relació Especial" entre el Regne Unit i els Estats Units.
A causa del seu estatus com a tractat secret, la seva existència no va ser coneguda pel primer ministre d'Austràlia fins al 1973, i no es va revelar al públic fins al 2005. El 25 de juny de 2010, per primera vegada en la història, es va publicar el text complet de l'acord de forma pública pel Regne Unit i els Estats Units, i ara es pot visualitzar en línia. Poc després de la seva publicació, l'Acord UKUSA de set pàgines va ser reconegut per Time com un dels documents més importants de la Guerra Freda, amb una importància històrica enorme.
La revelació de la vigilància global per part d'Edward Snowden ha mostrat que les activitats de compartició d'intel·ligència entre els aliats del Primer Món de la Guerra Freda es desplacen ràpidament al món digital d'Internet.